# Parco nazionale Pukaskwa
Il parco nazionale Pukaskwa (in inglese Pukaskwa National Park) è un parco nazionale situato in Ontario, in Canada.